# Bofilliella subarcuata
Bofilliella subarcuata је пуж из реда Stylommatophora и фамилије Clausiliidae.

## Угроженост
Ова врста се сматра рањивом у погледу угрожености врсте од изумирања.

## Распрострањење
Врста има станиште у Шпанији и Француској.